# 内藤信之
内藤 信之（ないとう のぶゆき、寛文11年（1671年） - 元禄2年11月10日（1689年12月21日））は、江戸時代前期の寄合旗本（5000石）。内藤信光の子。母は本多利長の娘。通称は兵庫。
元禄1年（1688年）12月10日、兄・内藤信清の遺領を継ぎ、翌2年閏1月18日、将軍徳川綱吉に初御目見する。同年4月13日に中奧の小姓となり、5月18日に御小姓となった。
元禄2年（1689年）12月21日、江戸において死去した。享年19。法名は全忠。葬地は赤坂の浄土寺とされている（「寛政譜」新訂13巻207頁）。家督は兄・内藤弌信の子・信盛が継いだ。